# Moartea unui comis voiajor
Moartea unui comis-voiajor  (engleză: Death of a Salesman) este o piesă de teatru, o  tragedie din 1949 scrisă de Arthur Miller. Este considerată cea mai importantă lucrare a autorului, fiind distinsă cu Premiul Pulitzer în 1949, mai multe premii Tony și Drama Desk. A debutat pe Broadway în februarie 1949 fiind rejucată de 742 de ori, doar acolo. Este unanim considerată ca fiind una dintre cele mai mari piese de teatru ale secolului al XX-lea.

## Personaje
Willy Loman
Linda Loman
Biff Loman
Happy Loman
Ben Loman
Bernard
Charley
The Woman
Howard

## Teatru radiofonic
- 1960 - Traducerea și adaptarea, Alf Adania, regia artistică, Dinu Negreanu. În distribuție au fost: Jules Cazaban, Clody Berthola, Ionescu Gion, Victor Rebengiuc, Ion Manta, Marius Pepino, Dorin Dron. Regia de studio: Constantin Botez. Regia muzicală: Paul Urmuzescu.[3]

## Ecranizări
- 1951 - Moartea unui comis voiajor, regia László Benedek, cu Fredric March, Mildred Dunnock, Kevin McCarthy și Cameron Mitchell